# Sium latissimum
Sium latissimum är en flockblommig växtart som beskrevs av Alexandre Boreau. Sium latissimum ingår i släktet vattenmärken, och familjen flockblommiga växter. Inga underarter finns listade i Catalogue of Life.